# Heihoven
Heihoven is een buurtschap ten oosten van Heerlerheide in de gemeente Heerlen in de Nederlandse provincie Limburg. Het ligt op de noordoostelijke rand van het Bekken van Heerlen.
De buurtschap bestaat uit enkele boerderijen aan een doodlopende weg en wordt omsloten door zandgroeven en het terrein van de voormalige mijn Oranje-Nassau IV. Een gedeelte van de buurtschap is vanwege de zandwinning verdwenen. Ten noorden van Heihoven ligt het natuurgebied Brunssummerheide, waar de buurtschap het eerste deel van haar naam aan ontleend heeft. De buurtschap is ontstaan rond een hoeve met dezelfde naam. 

## Geschiedenis
In de middeleeuwen werd er hier een landweer aangelegd die vanaf Brunssum over de Brunssummerheide via Heihoven naar Nieuwenhagen. Met de ontginning van de woeste gronden vanuit de hoeve is hier ter plaatse een stuk van de oude landweer verdwenen.
In 1910 werd ten westen van Heihoven een luchtschacht aangelegd voor de mijn Oranje-Nassau III. Deze luchtschacht werd vanaf 1928 tot 1966 onderdeel van de mijn Oranje-Nassau IV die bij Heihoven ondergronds steenkool ging delven. Ten westen van Heihoven werd de Steenberg Oranje-Nassau IV aangelegd met het mijnsteenafval.
Stadsdelen: Heerlerbaan · Heerlerheide · Heerlen-Stad · Hoensbroek

Wijken: Aarveld-Bekkerveld · De Beitel · Caumerveld-Douve Weien · Eikenderveld · Heerlen-Centrum · Heerlerbaan-Oost · Heerlerbaan-West · Passart · De Hei · Heksenberg · Hoensbroek-De Dem · De Koumen · Maria-Gewanden-Terschuren · Mariarade · Meezenbroek-Schaesbergerveld · Molenberg · Nieuw Lotbroek · Rennemig-Beersdal · Schandelen-Grasbroek · Vrieheide-De Stack · Welten-Benzenrade · Woonboulevard-Ten Esschen · Zeswegen-Nieuw Husken

Buurtschappen en gehuchten: De Euren · Heihoven · Imstenrade · Schurenberg · Terschuren

Limburg: Steden en dorpen      Nederland: Provincies · Gemeenten